# Appias nero
Appias nero is een vlindersoort uit de familie van de Pieridae (witjes), onderfamilie Pierinae. Appias nero werd in 1793 beschreven door Fabricius.

## Kenmerken
De voorvleugels hebben opvallend spitse toppen. De oranje vlinder heeft een spanwijdte van ongeveer 7 centimeter.

## Verspreiding en leefgebied
Deze vlindersoort komt voor in het Oriëntaals gebied, met name van India tot Myanmar en Maleisië en op meerdere eilanden van Indonesië en de Filipijnen.

## Waardplanten
De waardplanten komen uit de familie van de Capparaceae.